# 84 a.C.
L'84 a.C. (LXXXIV a.C. in numeri romani) è un anno  del I secolo a.C.

## Eventi
- Fine della Prima guerra mitridatica

## Nati
- Gaio Valerio Catullo, poeta romano († 54 a.C.)

## Morti
- Apellicone di Teo, politico e mecenate greco antico
- Lucio Cornelio Cinna, politico e militare romano
- Gaio Flavio Fimbria, politico romano